# Imperfect Remixes
 (août 2013).
Albums de Serj Tankian
Imperfect Harmonies
(21 septembre 2010) Harakiri
(10 juillet 2012)
Imperfect Remixes est un EP du chanteur américain d'origine arménienne Serj Tankian, sorti le 1er mars 2011, contenant des remix de son album précédent Imperfect Harmonies, sorti en septembre 2010. Cette compilation est assistée par Tom Morello qui a participé au remix rock Goodbye – Gate 21,,.

## Clip vidéo
Un clip vidéo pour "Goodbye - Gate 21" est sorti le 28 février 2011, dans lequel apparaissent Serj Tankian et Tom Morello.

## Liste des pistes
| 1.    | Goodbye – Gate 21 (Rock Remix, avec Tom Morello) | 3:41 |
| 2.    | Reconstructive Demonstrations (Rock Remix)       | 4:06 |
| 3.    | Invisible Love – Deserving? (Electro Remix)      | 4:22 |
| 4.    | Goddamn Trigger (Musique hors album)             | 3:20 |
| 15:29 |                                                  |      |